# Mentha locyana
Mentha locyana là một loài thực vật có hoa trong họ Hoa môi. Loài này được Borbás mô tả khoa học đầu tiên năm 1900.